# Andreï Prokofiev
Pour les articles homonymes, voir Prokofiev (homonymie).
Andreï Vasilievitch Prokofiev (en russe : Андрей Васильевич Прокофьев, né le 6 juin 1959, mort le 19 juin 1989) est un athlète, champion olympique pour l'Union soviétique.
Aux Jeux olympiques d'été de 1980, après avoir terminé quatrième sur 110 m haies, il fut le dernier relayeur de l'équipe victorieuse sur 4 × 100 m. Lors des championnats d'Europe de 1982, il remporta la médaille d'argent sur 110 m haies et un nouveau titre avec le relais.
Lors des premiers championnats du monde, il remporta encore le bronze en relais.
Le 6 juin 1986, il établit son record personnel en 13 s 28 à Moscou.

## Palmarès

### Jeux olympiques
- Jeux olympiques d'été de 1980 à Moscou ( Union soviétique)
  - 4e sur 110 m haies
  -  Médaille d'or en relais 4 × 100 m

### Championnats du monde d'athlétisme
- Championnats du monde d'athlétisme de 1983 à Helsinki ( Finlande)
  - éliminé en séries sur 110 m haies
  -  Médaille de bronze en relais 4 × 100 m

### Championnats d'Europe d'athlétisme
- Championnats d'Europe d'athlétisme de 1982 à Athènes ( Grèce)
  -  Médaille d'argent sur 110 m haies
  -  Médaille d'or en relais 4 × 100 m

### Championnats d'Europe d'athlétisme en salle
- Championnats d'Europe d'athlétisme en salle de 1980 à Sindelfingen ( Allemagne de l'Ouest)
  - 5e sur 60 m haies